# Arroyo de la Lana
Der Arroyo de la Lana ist ein im Osten Uruguays gelegener kleiner Flusslauf.
Der zum Einzugsgebiet der Laguna Merín zählende Fluss entspringt in der Cuchilla de Dionisio. Sein 28 Kilometer langer Verlauf auf dem Gebiet des Departamentos Treinta y Tres endet an der Mündung in den Río Olimar.